# Dave Silk
David Mark "Dave" Silk, född 1 januari 1958 i Scituate i Massachusetts, är en amerikansk före detta ishockeyspelare.
Silk blev olympisk guldmedaljör i ishockey vid vinterspelen 1980 i Lake Placid.
Han är kusin till Mike Milbury.